# Arbeitsverdienstorden (Vichy)

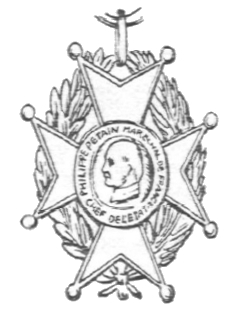
Arbeitsverdienstorden

Bandspange

Der Arbeitsverdienstorden (französisch Ordre national du Travail) wurde am 1. April 1942 durch das Vichy-Regime gestiftet und war zur Verleihung an Franzosen vorgesehen, die sich auf dem Gebiet der Arbeit, des Handels und der Industrie Verdienste erworben hatten.

## Ordensklassen
Der Orden wurde in drei Klassen gestiftet und die Anzahl der jährlichen Verleihungen war begrenzt:
- Kommandeur auf 5 Verleihungen
- Offizier auf 20 Verleihungen
- Ritter auf 100 Verleihungen

Um mit der III. Klasse des Ordens ausgezeichnet zu werden, musste der Beliehene auf eine zehnjährige Tätigkeit zurückblicken können und mindestens 35 Jahre alt sein.

## Ordensdekoration
Das Ordenszeichen ist ein silbernes, blau emailliertes Malteserkreuz mit kleinen Kügelchen auf den Kreuzspitzen. Unter den Kreuzarmen ein Kranz, der aus Palmen- (links) und Lorbeerzweigen (rechts) gebildet ist. Im Medaillon der nach rechts  blickenden Kopf des Marschalls Philippe Pétain mit der Umschrift PHILIPPE PÉTAIN MARÈCHAL DE FRANCE - CHEF DE l´ÉTAT.. Im Revers das Wappen des Regimes, ein aus einem Marschallstab und zwei Franziska gebildetes Emblem mit der umlaufenden Inschrift ORDRE NATIONAL DU TRAVAIL.

## Trageweise
Getragen wurde die Auszeichnung an einem 40 mm breiten blauen Ordensband mit 5 mm breiten roten Seitenstreifen. Kommandeure dekorierten ihn als Halsorden, Offiziere als Steckkreuz sowie Ritter am Band auf der linken Brustseite.

## Verleihungen
Die Verleihungen fanden traditionell am 1. Mai statt und der Orden wurde bis zum Ende des Regimes insgesamt 200 Mal verliehen.